# Mien (See)
Der Mien ist ein runder Kratersee im südschwedischen Småland in der Provinz Kronobergs län.
Er liegt etwa 12,0 Kilometer südwestlich von Tingsryd und hat einen Durchmesser von 5,5 Kilometern. Der See liegt innerhalb eines Kraters, der durch einen Meteoriteneinschlag vor etwa 121 Millionen Jahren entstand. Zwischenzeitlich war der Krater mit Sedimenten gefüllt. Die Erosion des Inlandeises während des Eiszeitalters legte den Krater wieder frei. Man nimmt an, dass der ursprüngliche Einschlagkrater größer war als der heutige See und einen Durchmesser von 9 Kilometern besaß.
Nach dem See wurde am 20. März 2000 der Asteroid (7706) Mien benannt.
Der Mien entwässert über den Mieån in die Ostsee.

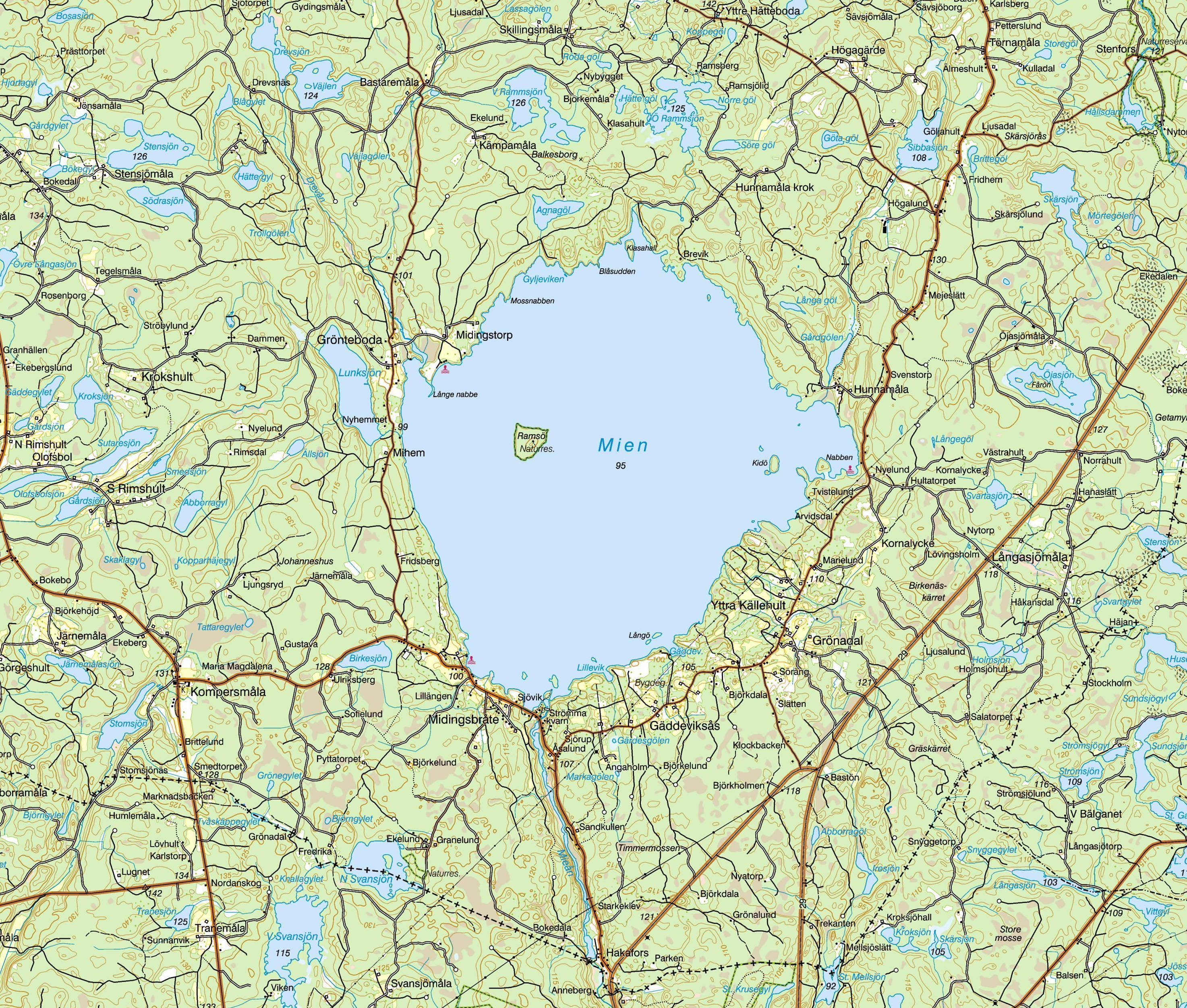
Einschlagkrater von Mien